# هنريك فورسبرغ
هنريك فورسبرغ (بالسويدية: Henrik Forsberg)‏ هو متزحلق سويدي، ولد في 16 فبراير 1967 في Borlänge ‏ في السويد.

## وصلات خارجية
- هنريك فورسبرغ على موقع IMDb (الإنجليزية)

- هنريك فورسبرغ على موقع IBU (الإنجليزية)
- هنريك فورسبرغ على موقع الاتحاد الدولي للتزلج (التزلج الريفي) (الإنجليزية)
- هنريك فورسبرغ على موقع اللجنة الأولمبية الدولية (الإنجليزية)
- هنريك فورسبرغ على موقع أوليمبيديا (الإنجليزية)
- هنريك فورسبرغ على موقع اللجنة الأولمبية السويدية (السويدية)